# Aurora (spelmotor)
Auroramotorn är en spelmotor som utvecklades av BioWare 2002 till deras spel Neverwinter Nights. Spelmotorn har sedan dess licensierats till andra spelutvecklare och har rönt viss framgång. Bland annat datorrollspelet The Witcher har utvecklats med en lätt modifierad auroramotor, spelet lanserades hösten 2007.
Auroramotorn som är en 3D-motor föregicks av BioWares Infinitymotor (på engelska Infinity Engine) som var en 2D-motor. Infinitymotorn användes bland annat till Baldur's Gate-serien, även dessa spel gjorda av BioWare.
I BioWares Neverwinter Nights 2 används en uppdaterad auroramotor som har fått benämningen electronmotorn (på engelska Electron Engine).
När det första spelet med auroramotorn släpptes, Neverwinter Nights, så följde det med ett antal verktyg för att göra egna moddar vilket tillät skapande av eget programinnehåll.